# Miki Seroshtan
Michael ‘’Miki‘’ Seroshtan (hebräisch מיקי סירושטיין; * 25. April 1989 in Raʿanana) ist ein israelischer Fußballspieler.

## Karriere
Das Fußballspielen lernte Miki Seroshtan in seiner Geburtsstadt bei Hapoel Ra’anana. Hier unterschrieb er 2009 auch seinen ersten Vertrag. Nach 67 Spielen und fünf Toren wechselte er 2012 zu MS Aschdod, einem Verein der Ligat ha’Al, der höchsten Liga des Landes. Hier absolvierte er 114 Spiele. 2016 unterzeichnete er einen Vertrag in Tel Aviv bei dem dort ansässigen Bne Jehuda Tel Aviv. Im gleichen Jahr ging er wieder zu MS Aschdod zurück, da er in Tel Aviv nur einmal zum Einsatz kam. Nach Jerusalem zum dort beheimateten Beitar Jerusalem wechselte er im Jahr 2017. Hier schoss er zwei Tore in 47 Spielen. Mitte 2019 zog es ihn nach Asien. Hier unterschrieb er einen Vertrag in Thailand bei Suphanburi FC in Suphanburi. Der Verein spielte in der höchsten Liga des Landes, der Thai League. Für Suphanburi absolvierte er neun Erstligaspiele. 2020 ging er in seine Heimat und unterzeichnete einen Vertrag bei Hapoel Haifa. Mit dem Club aus Haifa spielt er in der ersten Liga des Landes, der Ligat ha’Al.

## Erfolge
MS Aschdod
- Liga Leumit

2015/2016: Meister  ▲
Beitar Jerusalem
2017/2018: Israelischer Fußballpokal – Finalist